# 滝新橋
滝新橋（たきしんばし）は、北海道滝川市と樺戸郡新十津川町の間の石狩川に架かる国道451号（滝新バイパス）の道路橋梁。長さ754.0m、幅15.0m。

## 概要
石狩川橋に交通が偏っている状況を解消する滝新バイパス建設に合わせて計画された橋である。1982年に都市計画決定、1988年に着工、1995年に橋本体が竣工、2002年3月29日に開通。この橋の東側に函館本線を越える滝新高架橋（全長408m）が、西側には三日月湖に架かる文教橋（全長14m）が同時に開通した。
グライダー基地「たきかわスカイパーク」が近接しているため桁高の低い構造が求められ連続鋼箱桁式とし、高さ4.5mと背の低い街灯が設置されているのが特徴である。また上部の架設には91mの長大な支間を手延による送り出しを行った。

## 諸元
- 形式：連続鋼箱桁形式[1]
- 床板：鉄筋コンクリート造[1]
- 橋長：754.0m（68.3m×4+91.0m×3+68.2m×3）[1]
- 幅員[1]
  - 総幅員 - 15.0 m
  - 車道 - 9.0m（2車線）
  - 歩道 - 3.0 m×2

## 地理
石狩川の河口より数えて12番目に位置する橋であり、上流側には石狩川橋が、下流側には砂川大橋が架かっている。